# László Andor (közgazdász)
László Andor (Szombathely, 1914. december 24. – Budapest, 1993. augusztus 8.) jogász, közgazdász, államtitkár, a Magyar Nemzeti Bank elnöke (1961–1975), egyetemi tanár.

## Életpályája
László Samu vasúti hivatalnok és Lövy Margit fia. Budapesten szerzett jogtudományi doktori oklevelet, majd Bécsben a közgazdaságtudományi egyetemen tanult. 1936-tól Budapesten a Magyar Általános Hitelbank Rt. tisztviselője. Hadifogság után 1947–48-ban a Hitelbank, majd az Állami Bankok Központi Irodájának munkatársa, a Pénzügyminisztérium bank- és hitelfőosztályának vezetője volt. 1954-től hét éven át ő volt az OTP Nemzeti Vállalat vezérigazgatója. 1961 és 1975 között az MNB reformerként emlegetett elnöke volt (1968 és 1975 között államtitkári rangban). 1975-ben az eladósodási programot határozottan ellenző László Andort inkább nyugdíjazta Németh Károly, az MSZMP KB gazdaságpolitikai kérdésekkel foglalkozó titkára,  minthogy tovább hallgassák az ellenvetéseit. László Andor ettől kezdve a budapesti közgazdaságtudományi egyetem tanára volt.

## Művei
- Népgazdaságunk fejlődése a felszabadulástól az ötéves terv megindulásáig; kidolg. MDP. Központi Előadói Iroda politikai gazdaságtani munkaközössége, vezető Friss István, előadó Házi Árpád, László Andor, Szalai Béla; Magyar Dolgozók Pártja Központi Előadói Iroda, Budapest, 1950 (Magyar Dolgozók Pártja Központi Előadói Irodájának előadásai)
- László Andor–Riesz Miklós: Pénzforgalom és hitel; MKKE, Budapest, 1962
- László Andor–Riesz Miklós: Pénzforgalom és hitel. Nemzetközi pénzügyi ismeretek 4.; Tankönyvkiadó, Budapest, 1969
- László Andor: A Szovjetunió és a KGST szerepe gazdasági fejlődésünkben / Osztrovszki György: A magyar-szovjet műszaki-tudományos együttműködés és jelentősége; MSZBT, Bp., 1979 (MSZBT dokumentáció)
- A pénzügyek közelről; TIT, Budapest, 1979 (Közgazdasági füzetek)